# Paraíso, canto octavo

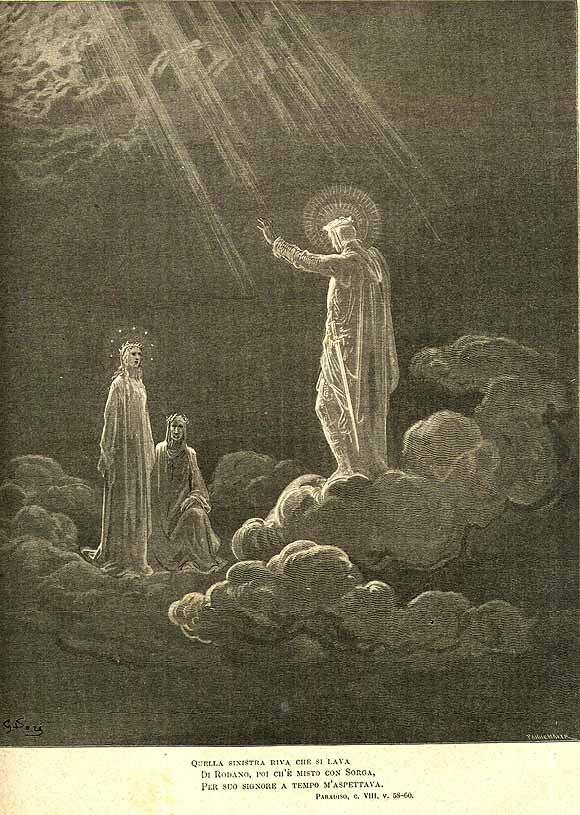
Carlos Martel habla con Dante y Beatriz, grabado de Gustave Doré.

El canto octavo del Paraíso de La Divina Comedia del poeta florentino Dante Alighieri se desarrolla en el cielo de Venus, donde se encuentran los espíritus amantes. Nos encontramos en la tarde del 13 de abril de 1300, o según otros comentaristas del 30 de marzo del mismo año. En este canto es notable el encuentro y diálogo con Carlos Martel de Anjou, a quien el poeta conoció en vida a finales del siglo XIII.

## Temas y contenidos
- El cielo de Venus - versos 1 a 30
- Carlos Martel - vv. 31 a 84
- Sobre la diversidad de los caracteres humanos - vv. 85 a 148

## Síntesis y análisis
El canto comienza con la percepción del ascenso por parte de Dante, pues se ha incrementado la belleza de Beatriz. Envueltos en el esplendor de Venus hay infinidad de destellos que se distinguen en el resplandor general, como voces en una polifonía. Se trata de las almas de los beatos, entre las cuales se destaca la de Carlos Martel, hijo de Carlos II de Anjou, quien parecía destinado a un prometedor destino como monarca sabio y virtuoso, pero murió antes de cumplir veinticinco años. 

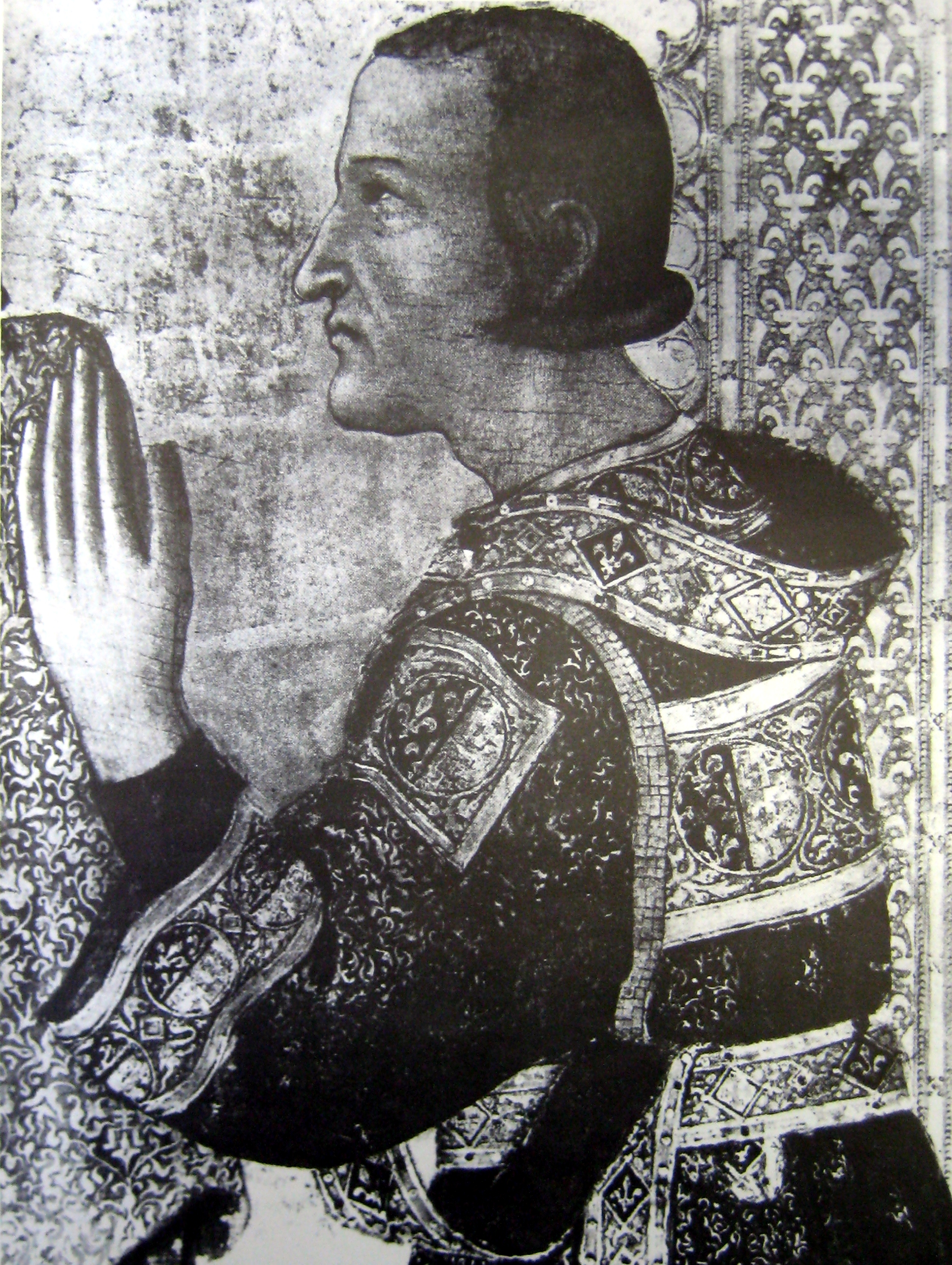
Roberto I de Nápoles, objeto de severas críticas por parte de su hermano Carlos.

Dante, quien probablemente lo conoció cuando pasó por Florencia en 1294, lo invita a recordar ese encuentro, cuando la juventud de ambos les permitió compartir sus expectativas y proyectos. El encuentro en efecto, recuerda el intercambio con Forese Donati en los cantos XIII y XIV. Ese sentimiento, sin embargo, rápidamente se hace impersonal, tendiendo hacia la caridad, en la que la experiencia terrena sólo cumple una función metafórica.
Carlos Martel cuenta la historia de su vida, truncada antes de heredar los reinos de Provenza y de Italia meridional y de Sicilia. En su discurso dirige palabras muy críticas a su hermano menor Roberto. En el Purgatorio, por su parte, el mismo Hugo I Capeto ya se había encargado de realizar una fuerte invectiva contra la Casa de Francia.
Ante la duda de Dante sobre como de una buena semilla puedan nacer frutos dañados, Carlos Martel responde evocando la doctrina de los influjos astrales, mediante los cuales actúa en el mundo terreno la Providencia. Aunque los astros distribuyan con generosidad virtudes entre las semillas, dependiendo del contexto en el que se desarrollen tendrán variarán sus posibilidades de desarrollarlas. Si se tuviese en cuenta esa necesidad el mundo podría funcionar en orden, dejando por ejemplo de hacer la guerra la clerecía, y dejarían de gobernar personajes que más parecen apropiados para predicar, como el citado Roberto I de Nápoles.